# Давыдов, Александр Давидович (писатель)
Александр Давидович Давыдов (настоящая фамилия — Кауфман; род. 15 февраля 1953, Москва) — русский прозаик, переводчик, издатель. Член Русского ПЕН-центра.

## Биография
Родился 15 февраля 1953 года в Москве, в семье поэта Давида Самойлова и искусствоведа Ольги Лазаревны Фогельсон (1924—1977). Внук кардиолога Лазаря Израилевича Фогельсона.
Учился во 2-й специализированной математической школе в Москве. В 1975 году окончил факультет журналистики МГУ.
Был одним из основателей и руководителей (координатором) (вместе с В. Кавериным и Г. Ефремовым) редакционно-издательской группы «Весть», объединившей в конце 1980-х гг. либерально-шестидесятническое крыло советских писателей:
- Б. Окуджава,
- Ю. Черниченко,
- В. Быков

и др., а также главным редактором одноимённого альманаха (1989), ставшего первым независимым изданием в СССР.
Затем возглавлял издательство «Весть».
На рубеже 1990—2000-х гг. был главным редактором издательства «Прогресс».
С 1992 года издавал культурологический журнал «Комментарии», публикующий поэзию, прозу и научные статьи современных русских и зарубежных авторов.
В 2005—2011 гг. главный редактор серии современной литературы «Русский Гулливер» при издательстве «Наука». Составитель и участник сборника «Новый Метафизис» (М., 2012), обозначившего «метафизическое» направление в современной русской литературе.

## Творчество
Автор книг:
- «Апокриф, или Сон про ангела» (1997),
- «Повесть о безымянном духе и чёрной матушке» (2004),
- «49 дней с родными душами» (2005),
- «Три шага к себе…» (2006),
- «Бумажный герой» (2015)
- «Мечта о Французике» (2019)  и др.

Переводчик поэзии, главным образом французской:
- Артюр Рембо,
- Гийом Аполлинер,
- Жак Превер,
- Робер Деснос

и др., частично собранной в книге:
- «Французская поэзия от романтиков до постмодернистов» (2008).

Также переводил и французскую прозу:
- М. Турнье,
- Э. Жабеса

и др.
Проза, публицистика, переводы печаталась в журналах:
- «Знамя»,
- «Дружба народов»,
- «Новый мир»,
- «Иностранная литература»

и др.